# Кран (Јура)
Кран (фр. Crans) је насељено место у Француској у региону Франш-Конте, у департману Јура.
По подацима из 2011. године у општини је живело 65 становника, а густина насељености је износила 7,2 становника/km².

## Демографија
| 1962. | 1968. | 1975. | 1982. | 1990. | 2011. |
| ----- | ----- | ----- | ----- | ----- | ----- |
| 73    | 84    | 95    | 85    | 72    | 65    |